# (37576) 1990 QW9
1990 QW9 (asteroide 37576) é um asteroide da cintura principal. Possui uma excentricidade de 0.28563970 e uma inclinação de 11.28627º.
Este asteroide foi descoberto no dia 24 de agosto de 1990 por Henry E. Holt em Palomar.